# 第1屆金曲獎
第1屆金曲獎由行政院新聞局和中華民國比較音樂學會共同主辦，共設10獎項及1特別獎，於1989年8月受理報名，9月16日公布入圍名單，其中男、女演唱人獎、演唱組獎、新人獎四獎項入圍者必須參與現場演唱，經評審評選後才有得獎機會。男、女演唱人獎及演唱組獎入圍者於12月30日至華視攝影棚現場演唱，新人獎入圍者則於1990年1月6日頒獎典禮現場演出。頒獎典禮於台北國父紀念館舉行，典禮實況由華視錄影轉播。

## 報名資格及統計
首屆金曲獎共設包括特別獎在內之11獎項，自1989年8月1日起至10日受理報名。 報名參賽的作品與個人必須是1988年7月1日至1989年6月30日間，在臺灣地區有居所、並有半年居住事實的中華民國國民創作發行，且經行政院新聞局廣播電視歌曲輔導小組通過有案者為限，國、閩、客、粵語歌曲均可報名。 英屬香港公民如果在台居住滿半年，表示事業發展重心在台灣者，也可以報名。 報名限有聲出版業或錄影帶節目製作業，或是廣播電視事業、金曲獎評審委員、歌曲輔導小組推荐報名。報名男女演唱人、新人或特別獎，只能擇一報名；新人獎則必須是兩年內開始從事職業演唱，並有唱片或錄音作品者為限。
本屆總計共28個事業單位報名，總收件數410件，參加角逐個人技術獎為224人。本屆評審委員會由陶曉清擔任主任委員，評審共25人。評審作業從8月26日展開，9月16日公布入圍名單。各入圍者可獲頒獎牌一面，得獎者獲頒獎座。
十獎項報名統計如下：

| - 最佳男演唱人獎：15人 - 最佳女演唱人獎：26人 - 最佳演唱組獎：13組35人 - 新人獎：21人 - 最佳年度歌曲獎：105首 | - 最佳歌曲錄影帶影片獎：33部 - 最佳歌曲錄影帶導演獎：9人 - 最佳作詞人獎：52人 - 最佳作曲人獎：44人 - 最佳編曲人獎：22人 |

## 演唱人(組)獎及新人獎評選
男、女演唱人及演唱組獎等三項入圍人選，尚須12月30日至華視攝影棚「現場演唱、當場評審」，以其演唱表現列入評分項目計分，成績封存至1月6日頒獎典禮宣布。 現場比賽原則，出場序以抽籤決定號序，最多可唱兩次。第一次從第一號唱起，第二次則從尾數倒唱至第一號。合音自備，但以八人為限；舞群也自備；燈光由華視準備三套，歌者依曲調旋律自行挑選一套。新人獎入圍者1月6日在頒獎典禮現場獻唱，當場評分選出，有關合音、舞群、燈光的應用原則與演唱人獎相同。
12月30日評選於晚間7點30分開始，當晚擔任評審的有：駱明道、黃瑩、青山、劉福助、溫隆信、柯芳隆、簡文秀、城振銘、呂麗莉等九人。 評審標準為唱腔技巧、歌曲詮釋各佔30％，音色佔15％，台風儀態與個人風格佔25％。 參與之9入圍者經抽籤決定的演唱順序為：殷正洋、鄭怡、張清芳、粉紅派對、蔡幸娟、王傑、周華健、知己二重唱、江蕙。華視將演唱實況及其他詞、曲及歌唱錄影帶獎項入圍者相關資料，製成兩個半小時節目，於1月2日晚間十點播出。
各入圍者演唱歌曲如下：

| - 最佳男演唱人獎 殷正洋〈你是我所有的回憶〉 王傑〈別讓明天的太陽離開我〉 周華健〈寡婦村傳奇〉 費玉清因聲帶手術放棄參賽。 姜育恆因新加坡錄音室檔期棄權。 | - 最佳女演唱人獎 鄭怡〈月琴〉 張清芳〈曠野寄情〉 蔡幸娟〈說出來誰會相信〉 江蕙〈傷心的所在〉 葉璦菱因新加坡演出工作棄權。 | - 最佳演唱組獎 粉紅派對〈半透明的心〉 知己二重唱〈一點點不同〉 小虎隊以課業為由棄權。 |

- 新人獎（1月6日頒獎典禮現場演唱歌曲）

邰正宵〈愛上我或離開我〉

伍思凱〈偶而〉

馬玉芬〈最近〉

鄭婷〈最後一朵火焰〉

張雨生當時於藝工隊服役，最終未出席。

## 頒獎典禮
9月16日公布入圍名單後，選定台北國父紀念館作為頒獎典禮地點；但國父紀念館自1986年10月起封館修建尚未完工，使原定1989年10月底舉行的頒獎典禮延宕至隔年1月6日晚間7點30分舉行。典禮主持人由崔苔菁擔任，典禮實況由華視於6日當晚10點錄影轉播。崔苔菁進場時，華視大樂隊演奏崔苔菁成名曲〈愛神〉前奏。
新聞局共安排十三位頒獎人，除新聞局長邵玉銘外，由台北市長吳伯雄頒「年度歌曲獎」、曾慶瑜頒「最佳男演唱人」、殷正洋頒「最佳女演唱人」、王夢麟及趙樹海負責「最佳演唱組獎」、吳靜嫻與洪一峰頒「新人獎」、翟君石頒「最佳作詞人獎」、李泰祥頒「最佳作曲人獎」、陶曉清負責「最佳編曲人獎」、李行頒「最佳單曲歌唱錄影帶導演獎」、吳楚楚頒「最佳單曲歌曲錄影帶影片獎」。

## 入圍暨得獎名單
共計10獎項及一特別獎。除特別獎外，共16家唱片公司，36人，10首歌曲，4部MV入圍，得獎者於頒獎典禮現場揭曉。
以 表示得獎者。

## 外部連結
- 第1屆金曲獎入圍名單 Archive.today的存檔，存档日期2018-11-24，文化部影視及流行音樂產業局.1990-01-06
- 第1屆金曲獎得獎名單 Archive.today的存檔，存档日期2018-11-24，文化部影視及流行音樂產業局.1990-01-06